# 内管領
内管領（ないかんれい/うちのかんれい）とは、鎌倉幕府の執権北条氏の宗家である得宗家の執事で、得宗被官である御内人の筆頭である。御内頭人（みうちとうにん）ともいう。「得宗の家政を司る長」の意味であり、幕府の役職名ではない。

## 沿革
元仁元年（1224年）、3代執権北条泰時が尾藤景綱を家令に任じたのが前身であるとされる。得宗家の執事を内管領と呼ぶ例は、8代執権北条時宗、9代北条貞時時代の平頼綱から見られる。頼綱は時宗の死後に御内人の勢力が強まるとともに台頭し、弘安の改革を巡って有力御家人の安達泰盛と対立した。弘安8年（1285年）の霜月騒動において泰盛らを滅ぼし、それまでの御家人の合議制による幕政運営を、貞時を頂点とする得宗専制へと転換させた。御家人の一人である北条家の家臣であり陪臣にすぎないため、当初は格の低い扱いであったが、霜月騒動以降は御家人の上位に位置する存在となった。
頼綱が永仁元年（1293年）の平禅門の乱で貞時に滅ぼされて以降、内管領の人事は迷走したが、嘉元2年（1304年）に北条宗方が一時期内管領の職務を行って「内執権」と号した。しかし、嘉元3年（1305年）に嘉元の乱で宗方が討たれると、頼綱の一族である長崎高綱（円喜）が登用されて内管領制が復活した。
高綱とその子高資は相次いで内管領に就任し、貞時の子北条高時の時代には権勢を振るい、得宗たる高時をも凌駕して権勢を振るった。しかし、後醍醐天皇の討幕運動に参加した新田義貞らにより幕府が滅亡すると、その地位も消滅した。

## 歴代の得宗家家令・内管領
- 尾藤景綱
- 平盛綱
- 沙弥右蓮
- 諏訪盛経
- 平頼綱
- 長崎光綱
- 工藤杲暁
- 平宗綱
- 尾藤時綱
- 北条宗方（内執権）
- 尾藤時綱（再任）
- 長崎円喜
- 長崎高資